# Асфандіяров Анвар Закірович
Асфандія́ров Анва́р Закі́рович (*15 травня 1934, присілок Чингізово — †4 лютого 2014, місто Уфа) — історик, кандидат історичних наук (1970), заслужений працівник культури Башкортостану (1985), відмінник вищої школи СРСР (1984), лауреат державної премії Башкортостану в області науки і техніки (2007), премій імені З.Валіді (1997) та імені В. П. Бірюкова (1994).

## Біографія
Анвар Закірович народився у присілку Чингізово Баймацького району. 1958 року закінчив Московський державний університет. Після закінчення вузу працював у Башкирській школі-інтернаті № 1 міста Уфа, з 1968 року — в Інституті іноземних мов і літератури, з 1974 року — у Башкирському державному університеті.

## Наукова робота
Наукові дослідження присвячені політичній та соціально-економічній історії Башкортостану у 18-19 століттях, військовій службі башкирів, мішарів, тептярів та інших, кантонній системі управління. Асфандіяров зібрав і систематизував архівні матеріали з історії сільських населених пунктів Башкортостану. У книзі «Башкирські сім'я у минулому (XVIII — перша половина XIX століть)» (1997) розглянув розселення та чисельність башкирів, форми сім'ї, шлюбу та розлучень, екзогамію та ендогамію, майнові права башкирською сім'ї тощо. Анвар Закірович був одним із упорядників збірки «Західні башкири за переписами 1795—1917 років» (2001).
Автор приблизно 400 наукових робіт. Нагороджений орденами Дружби народів (2009) та Салавата Юлаєва (2004).

### Наукові праці
- История сёл и деревень Башкортостана и сопредельных территорий. Уфа, 2009